# Центральный стадион профсоюзов (Мурманск)
Центральный стадион профсоюзов — главная спортивная арена города Мурманска. Находится в центре города между улицами Челюскинцев, Карла Маркса, Профсоюзов и проспектом Ленина. Вмещает 13 400 зрителей.
Является домашней ареной футбольной команды «Север».
Покрытие — искусственный газон. Подогрев поля отсутствует. На стадионе имеется футбольное поле, открытый теннисный корт, хоккейная площадка (с 1962).
На стадионе проводятся торжественные мероприятия Праздник Севера, Праздник Солнца и День рыбака.
По состоянию на 2019 год существует вероятность возведения на месте стадиона кафедрального собора.